# Тихи обрт
Тихи Обрт је тринаести студијски албум Арсена Дедића из 1993 године, којега објављује дискографска кућа Croatia Records.